# Cocker Spaniel

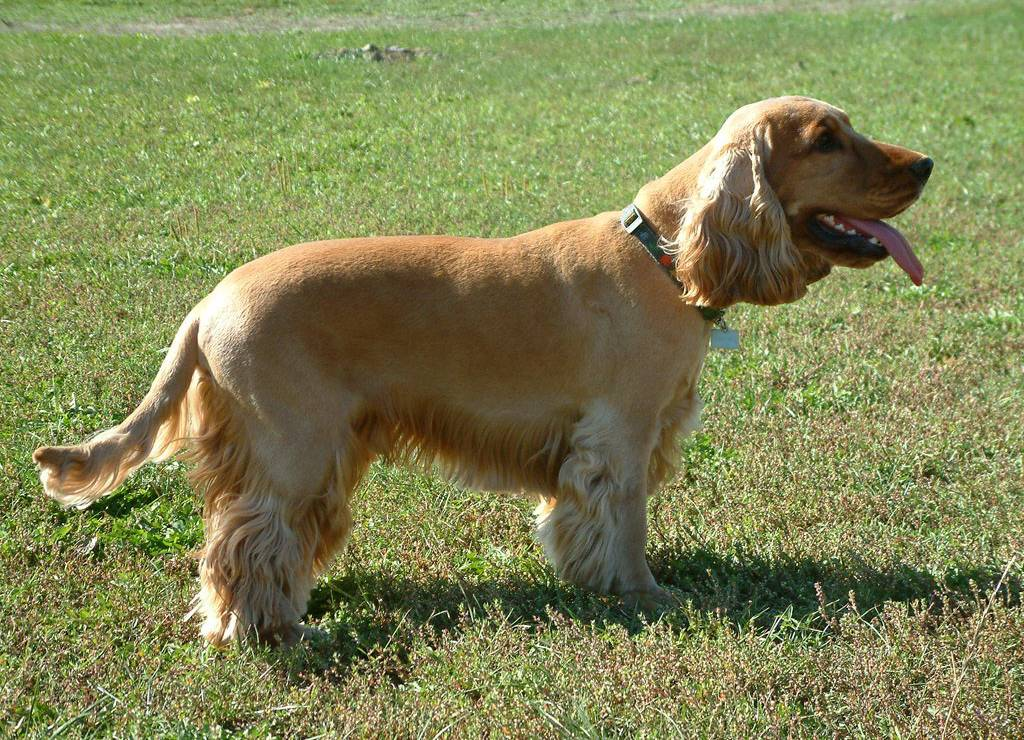
Cocker Spaniel

Câinii din rasa Cocker Spaniel sunt cei mai mici reprezentanți ai grupei Gundog - grupa câinilor de vânătoare. La originile rasei stă așa-numitul "câine d'Oysel", un reprezentant canin folosit la vânătoarea de păsări, începând cu secolul al XI-lea, cu precădere în Franța și Anglia. Numele de "Spaniel" ar putea foarte bine să indice țara de origine a rasei, întrucât 
împătimitul de vânătoare Gaston Phoebus, conte de Foix și viconte de Béarn îl identifica, în lucrarea sa "Tratat de vânătoare" (1387-1388) sub denumirea de "Espainholz". Încă de la început, câinii care au prevestit apariția rasei s-au evidențiat atât la vânătoarea pe teren, cât și pe apă.

### Origine
Spania

### Înălțime
38–43 cm (Cocker Spaniel Englez); 35–38 cm (Cocker Spaniel American)

### Greutate
12–15 kg (Cocker Spaniel Englez); 10–12 kg (Cocker Spaniel American)

### Speranța de viață
12-14 ani,cu ingrijire adecvata.

### Grupa
Gundog

### Istoric rasă
Primele preocupări pentru selecționarea rasei și împărțirea pe varietăți distincte au debutat în Anglia, începând cu secolul al XVI-lea. În urma încrucișărilor și selecționărilor au fost separate două rase: Cocker Spaniel și Springer Spaniel. Asemănările sunt foarte mari între acești câini. Dacă în ceea ce privește rasa Springer s-au separat varietățile English Springer (Springer Englez) și Welsh Springer (Springer Galez), Cockerii au ajuns, în timp, să fie recunoscuți după varietățile Cocker Spaniel Englez (un câine de talie mai mare, mai robust, mai maleabil in dresaj, folosit preponderent la vânătoarea păsărilor de baltă) și Cocker Spaniel American (un câine mai pretențios și mai dificil în privința comportamentului, mai compact in talie, dar mai decorativ și preferat în rol de animal de companie).

### Descriere fizică
Sunt câini decorativi, eleganți, care atrag ușor privirile. Indiferent de varietate prezintă un corp compact, bine modelat, puternic și sugerând vioiciune. Capul are stopul bine marcat, cu ochii mari, expresivi, de forma unor migdale. Irisul este colorat în diverse nuanțe de căprui. Urechile sunt prinse jos pe craniu, postate lateral, ample, cu formă rotunjită la capete, atârnă pe lângă craniu. Gâtul este lung și musculos. Coada se scurtează, de obicei cu 1/3 la Cocker Spaniel Englez (pentru a-și putea semnala poziția în câmp, la vânătoare) și foarte scurt la varietatea Americană. Blana este formată din fire de păr lungi, mătăsoase, de lungime medie, cu firul drept sau ondulat, mai scurt pe cap și care formează franjuri decorative pe urechi, posteriorul picioarelor, piept și burtă.

### Personalitate
Sunt sociabili, prietenoși și jucăuși. Sunt în general echilibrați și afectuoși. Se atașează puternic de stăpân și adoră să fie răsfățați. Sunt vioi și energici, au nevoie de multă mișcare, au adesea exprimări independente. Uneori masculii se pot dovedi dominanți și irascibili în prezența altor câini masculi, mai ales în perioada de rut. Au un miros foarte fin, adesea se lasă purtați de nas și se îndepărtează de stăpân. Instinctele de vânătoare s-au păstrat foarte bine în cadrul rasei. Sunt destul de gălăgioși, le place mult să latre, necesită un dresaj intensiv pentru controlul acestei tendințe.

### Îngrijire și sensibilitate boli
Acest câine este rezistent și relativ puțin sensibil la boli. Cele mai frecvente afecțiuni semnalate în cadrul rasei sunt: demodicoza, surditatea, paralizia nervului facial, displazia de cot și cancerul de piele. Blana frumoasă are nevoie de îngrijire atentă și efectuată periodic, pentru că sunt niște "scotocitori" febrili si adună adesea în păr scaieți, murdărie și diverse resturi vegetale care trebuie îndepărtate cu răbdare și atenție. Periajul se va efectua des (la 2-3 zile) și se recomandă câteva modele de tunsori specifice rasei, mai ales în sezonul călduros.

### Condiții de viață
Sunt câini cu mare nevoie de exercițiu fizic, dar care se pot adapta foarte bine condițiilor de trai în interior, chiar și într-un apartament. Ședințele de exerciții fizice și plimbările consistente nu trebuie să lipsească, însă, din programul zilnic și astfel de activități trebuie să acopere cel puțin 90 de minute zilnic, pentru ca acești câini să își consume energia și să rămână calmi și echilibrați în interiorul căminului.

### Dresaj
Sunt câini foarte inteligenți, apți pentru dresajul de înaltă performanță. Este necesar debutul timpuriu în activitățile de dresaj, pentru că pe măsură ce înaintează în vârstă devin mai încăpățânați și mai independenți. Se recomandă să se dea dovadă de multă răbdare și blândețe, pentru că sunt extrem de energici la juniorat, mereu puși pe joacă și explorări ale mediului înconjurător, dar în același timp sunt foarte sensibili la observațiile aspre și la pedepse. Sunt excluse brutalitățile și bruscările în lucrul cu acești câini.

### Utilitate
Cocker-ii Spaniel sunt animale de companie foarte căutate de iubitorii raselor canine, pentru că denotă o permanentă voioșie, sunt sociabili, echilibrați și afectuoși. Acești câini pot fi folosiți cu rezultate foarte bune la vânătoare, după ce au parcurs o sesiune de dresaj specific. Au un miros foarte fin și sunt eficienți la vânătoarea pe baltă, dar se descurcă bine la urmă și aport pe terenul accidentat.